# Robert Vidalin
Pour les articles homonymes, voir Vidalin.
Robert Vidalin est un acteur et chanteur français né le 5 mars 1903 à Saint-Amant-Tallende (Puy-de-Dôme) et mort le 3 décembre 1989 aux Lilas (Seine-Saint-Denis).

## Biographie
Robert Vidalin naît le 5 mars 1903 à Saint-Amant-Tallende dans le Puy-de-Dôme, de Joseph Marius Alphonse Vidalin et Madeleine Marie Gilbertine Chautard,.
Il fait ses débuts sur scène en 1926 dans la troupe du théâtre de l'Odéon, avant d'être pensionnaire de la Comédie-Française de 1930 à 1938.
Lors du Front populaire, il milite au Parti socialiste, à la huitième section de la fédération de Paris. Il récite des poèmes dans les entreprises en grève et tient le rôle du général Hoche dans la pièce de Romain Rolland, Le Quatorze Juillet, jouée le 14 juillet 1936 au théâtre de l'Alhambra, en présence du président du Conseil, Léon Blum, et de la plupart de ses ministres.
Pendant la Seconde Guerre mondiale il est l’une des voix de l’émission Les Français parlent aux Français sur les ondes de la BBC.
Il reçoit la médaille de vermeil de la Ville de Paris.

### Mort

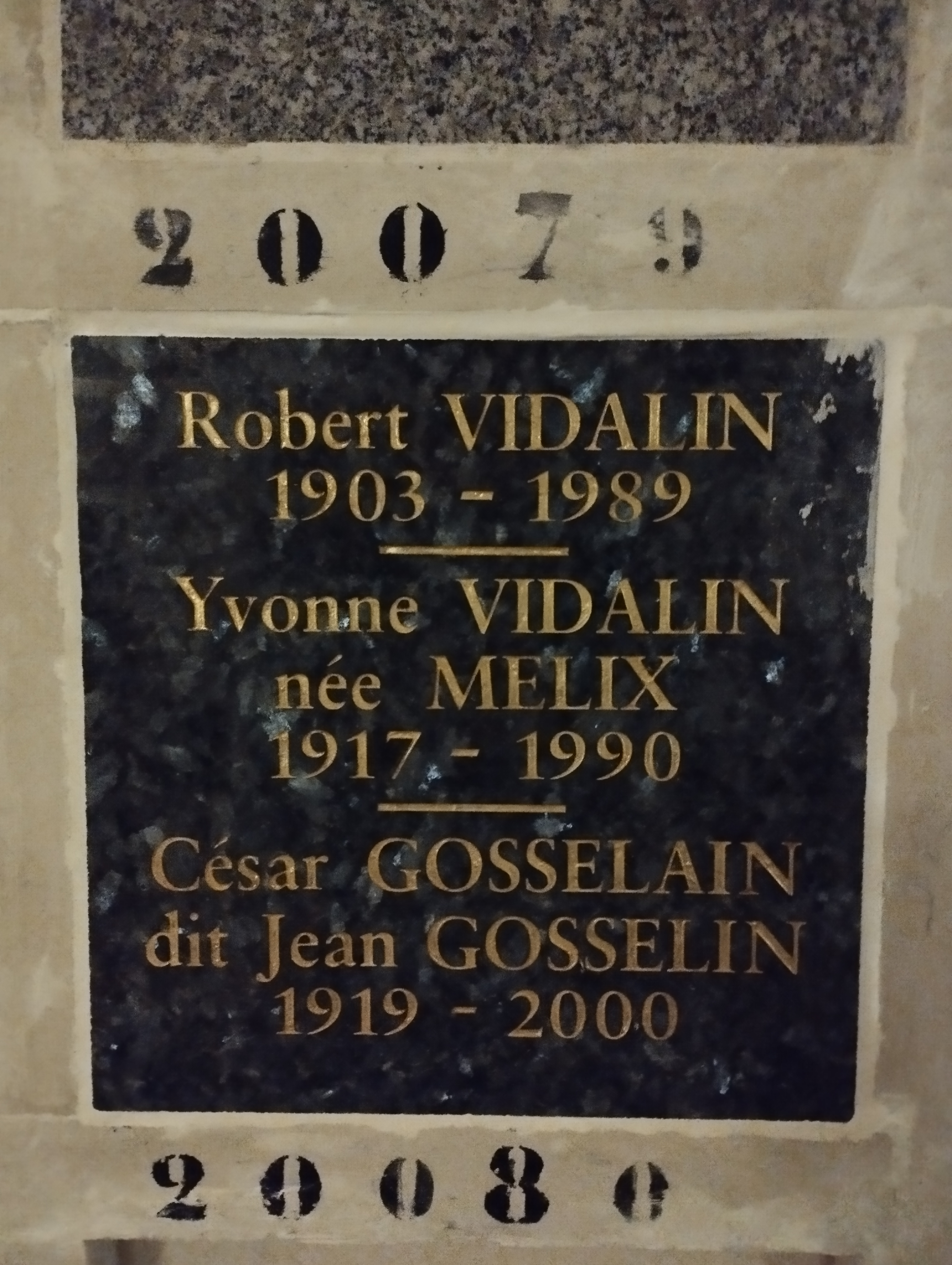
Plaque funéraire de Robert Vidalin au columbarium du Père-Lachaise (case n° 20 079).

Robert Vidalin meurt le 3 décembre 1989 à la clinique des Lilas en Seine-Saint-Denis, à l'âge de 86 ans. Il est inhumé columbarium du Père-Lachaise dans la même case que l'acteur Jean Gosselin (1919-2000),.

### Vie privée
Robert Vidalin épouse Marie Valsamaki le 22 avril 1936 à la mairie du 16e arrondissement de Paris. Le couple divorce le 24 juin 1946.
Il épouse en secondes noces le 26 mars 1977 à la mairie du 8e arrondissement de Paris Renée Yvonne Janine Mélix (1917-1990), première femme de Jean Gosselin.
Franc-maçon, Robert Vidalin fait partie de la loge Jean-Jaurès no 469 au sein de la Grande Loge de France. Il aurait également été membre du Grand Orient de France dont il reçoit la médaille d'argent[réf. nécessaire].

## Théâtre
- 1926 : Dalilah de Paul Demasy, théâtre de l'Odéon : un soldat philistin
- 1926 : L'Arlésienne d'Alphonse Daudet, théâtre de l'Odéon : Mitifio
- 1926 : Le Dernier Empereur de Jean-Richard Bloch, mise en scène Armand Bour, théâtre de l'Odéon : le baron Félicien
- 1928 : La Belle Aventure de Gaston Arman de Caillavet, Robert de Flers et Étienne Rey, théâtre de l'Odéon : Ligneray
- 1929 : Les Vrais Dieux de Georges de Porto-Riche, mise en scène Henri Desfontaines, théâtre Albert-1er : Thierri
- 1931-1932 : Patrie ! de Victorien Sardou, mise en scène Émile Fabre, Comédie-Française puis Théâtre national populaire (Chaillot) : Karloo van der Noot
- 1931 : Le Sang de Danton de Saint-Georges de Bouhélier, mise en scène Charles Granval, Comédie-Française : Jourdan
- 1931 : La Tragédie d’Alexandre de Paul Demasy, Comédie-Française : Parménion
- 1931 : Bérénice de Jean Racine, Comédie-Française : Rutile (13 fois de 1931 à 1937)
- 1933 : La Tragédie de Coriolan de William Shakespeare, mise en scène Émile Fabre, Comédie-Française : une sentinelle volsque / un serviteur
- 1934 : La Couronne de carton de Jean Sarment, Comédie-Française
- 1934 : L’Indiscret d’Edmond Sée, Comédie-Française : Morgan
- 1935 : Lucrèce Borgia de Victor Hugo, mise en scène Émile Fabre, Comédie-Française : Ascanio Petrucci
- 1936 : Le Quatorze Juillet de Romain Rolland, mise en scène de Jacques Chabannes, Sylvain Itkine, et Julien Lacroix, théâtre de l'Alhambra : le général Hoche
- 1937 : Mithridate de Jean Racine, mise en scène Jean Yonnel, Comédie-Française : Xipharès
- 1938 : Madame Sans-Gêne de Victorien Sardou et Émile Moreau, Comédie-Française : Canouville
- 1938 : Esther de Racine, mise en scène Georges Le Roy, Comédie-Française : Aseph
- 1938 : Tricolore de Pierre Lestringuez, mise en scène Louis Jouvet, Comédie-Française : Barbet
- 1941 : Aimer de Paul Géraldy et Un caprice d’Alfred de Musset, Annecy : Challange / M. de Chavigny
- 1942 : Trois Valses, opérette d'Oscar Staus, Opéras de Monte-Carlo, Nice et Lyon[11].
- 1951 : Cyrano de Bergerac et L'Aiglon d’Edmond Rostand, théâtre des Célestins : Cyrano / Flambeau
- 1951 : Monna Vanna de Maurice Maeterlinck, Théâtre national populaire (Chaillot) : Guido
- 1955 : L'Orestie d'Eschyle, mise en scène Jean-Louis Barrault, Festival de Bordeaux, théâtre Marigny : Agamemnon
- 1956 : La Tour de Nesle de Frédéric Gaillardet d'après Alexandre Dumas, mise en scène Jean Le Poulain, théâtre des Mathurins : Buridan
- 1960 : Les Joyeuses Commères de Windsor de William Shakespeare, mise en scène Jean Deninx, festival européen de Blois : John Falstaff
- 1965 : Antoine et Cléopâtre de William Shakespeare, mise en scène François Maistre, Serge Bourrier et Jean Larroquette, théâtre Sarah-Bernhardt : Hérode
- 1968 : L'Auberge du Cheval-Blanc, opérette de Ralph Benatzky, mise en scène Marcel Lamy, théâtre de Paris : l'Empereur
- 1968 : La Caravelle d’or, opérette de Francis Lopez, mise en scène Marcel Lamy, théâtre du Châtelet : le comte de Castel Melhor
- 1969 : L'Aiglon d'Edmond Rostand, mise en scène Jacques Sereys, théâtre du Châtelet : Séraphin Flambeau
- 1972 : Le Million de Georges Berr et Marcel Guillemaud, mise en scène Francis Morane, salle des fêtes de Maisons-Alfort
- 1978 : L'Avare de Molière, mise en scène Jean Pignol, Festival des jeux du théâtre de Sarlat : Anselme

Source : Les Archives du spectacle

## Filmographie
Sauf indication contraire, les informations mentionnées dans cette section peuvent être confirmées par la base de données cinématographiques IMDb,  présente dans la section « Liens externes ».

### Cinéma
- 1927 : Napoléon d'Abel Gance : Camille Desmoulins
- 1931 : Le Train des suicidés d'Edmond T. Gréville : Harry Butler
- 1934 : Les Misérables de Raymond Bernard (film en trois époques) : Enjolras
- 1934 : Le Bossu de René Sti : Henri de Lagardère
- 1935 : Veille d'armes de Marcel L'Herbier : le lieutenant d'Artelles
- 1935 : Le Bébé de l'escadron de René Sti : Roger
- 1936 : La Brigade en jupons de Jean de Limur
- 1951 : Adhémar ou le Jouet de la fatalité de Fernandel : le second tragédien
- 1956 : Elena et les Hommes de Jean Renoir
- 1956 : Du sang sous le chapiteau de Georges Péclet
- 1957 : Police judiciaire de Maurice de Canonge : le viticulteur de Saumur
- 1958 : Les Gaîtés de l'escadrille de Georges Péclet : l'adjudant-chef
- 1962 : Les Bonnes Causes de Christian-Jaque : le président
- 1963 : L'Année du bac de José-André Lacour : Maclou
- 1971 : La nuit tourne mal de Pierre Viallet
- 1971 : Elle cause plus... elle flingue de Michel Audiard
- 1972 : Les Déracinés d'André Teisseire (inédit)
- 1973 : Les Malheurs de la comtesse de Bernard Deflandre
- 1978 : L'Avare de Jean Pignol

### Télévision

#### Téléfilms
- 1961 : La Reine Margot de René Lucot : le juge
- 1961 : Marceau ou les Enfants de la république de René Lucot : Beaulieu
- 1965 : Faux-Jour d'Albert Riéra : Guillaume
- 1971 : La nuit tourne mal de Pierre Viallet : le médecin légiste
- 1973 : Au théâtre ce soir : Le Million de Georges Berr et Marcel Guillemaud, mise en scène Francis Morane, réalisation Georges Folgoas, théâtre Marigny : Tubise
- 1973 : Les Malheurs de la comtesse de Bernard Deflandre : Cavallo
- 1978 : Les Jeunes Filles de Lazare Iglésis : le docteur Lobel
- Les palmiers du métropolitain de Youri

#### Séries télévisées
- 1964 : L'Abonné de la ligne U de Yannick Andréi : Malbranche
- 1965 : Bob Morane, épisode Rafales en méditerranée (1.2) de Robert Vernay
- 1967 : La Princesse du rail d'Henri Spade : le juge
- 1976 : La Poupée sanglante de Marcel Cravenne
- 1977 : La Lune papa de Jean-Paul Carrère (1 épisode)
- 1978 : Les Amours sous la Révolution, épisode Quatre en prison de Jean-Paul Carrère
- 1978 : Jean-Christophe de François Villiers, épisodes Dans la maison (1.5) et Les Amies (1.6) : le commandant Darçay

## Radio
- Robert Vidalin a été l'invité de l'émission Les Contes de la mémoire, enregistrée et diffusée sur FR3 Auvergne Radio le juin 1979 (80 minutes)